# سسک سوت‌زن
سسک سوت‌زن (نام علمی: Cataropeza bishopi) گونه‌ای از پرندگان از خانودۀ چرخ‌ریسک‌نمایان است. سردهٔ Catharopeza آرایه تک‌نماد است. پشتی تیره دارد که به سمت قفسه سینه به‌تدریج روشن‌تر و ناپدیدی می‌شود. همچنین دارای سر تیره، نوار تیره روی سینه و حلقه چشمی روشن است. نر و ماده هر دو دارای پرهای یکسانی هستند. این گونه بومزاد جزیره سنت وینسنت در آنتیل کوچک است. زیستگاه‌های طبیعی آن جنگل‌های دشت مرطوب نیمه‌گرمسیری و جنگل‌های کوهستانی مرطوب نیمه‌گرمسیری یا گرمسیری است. از دست دادن زیستگاه آن را تهدید می‌کند. این از بین رفتن زیستگاه به دلیل فعالیت‌های آتشفشانی و جنگل‌زدایی است. سسک‌های سوت‌زن آشیانه‌های فنجانی و تخم‌های خالدار دارند. رژیم غذایی آنها در درجه اول از حشرات تشکیل شده‌است.